# 아르센 멜리캰
아르센 스테파니 멜리캰(아르메니아어: Արսեն Ստեփանի Մելիքյան, 1973년 6월 24일~)은 아르메니아의 전직 역도 선수이다. 2000년 하계 올림픽 남자 미들급에서 동메달을 획득했다.